# Birkir Kristinsson
Birkir Kristinsson (Reykjavík, 15 de agosto de 1964) é um ex-futebolista islandês que atuava como goleiro.[carece de fontes?]

## Carreira
Iniciou sua carreira aos 18 anos de idade, em 1983, defendendo o Einherji na segunda divisão islandesa. Jogou também em seu país natal por outros clubes: KA Akureyri, ÍA Akranes, Fram e ÍBV - nestes 2 últimos, obteve maior sucesso, tendo vencido 2 vezes o Campeonato Islandês pelo clube de Reykjavik. Fora da Islândia, atuou por Brann (Noruega), IFK Norrköping (Suécia), Austria Lustenau (Áustria), Birmingham City, Bolton Wanderers e Stoke City (todos da Inglaterra), por empréstimo - por Birmingham e Bolton, o goleiro não disputou nenhuma partida oficial. Encerrou sua carreira em 2005, aos 41 anos.

## Seleção Islandesa
Com 72 partidas pela Seleção da Islândia, Birkir Kristinsson é o décimo-quarto jogador que mais vezes defendeu os Strákarnir okkar (empatado com Ólafur Þórðarson) e o goleiro que mais jogou pela equipe em toda sua história. Entre 1988 (ano de sua estreia) e 2002, foram 71 partidas como titular,[carece de fontes?] e a última foi justamente em seu aniversário de 40 anos, em agosto de 2004, num amistoso contra a Itália, na estreia de Marcello Lippi no comando da Squadra Azzurra. A Islândia venceu por 2 a 0.

## Títulos
ÍA Akranes
- Copa da Islândia: 1 (1986)

Fram
- Campeonato Islandês: 2 (1988 e 1990)
- Copa da Islândia: 1 (1989)
- Supercopa da Islândia: 1 (1989)

### Individuais
- Futebolista Islandês do Ano: 1995